# Camille Tharaud
Ne doit pas être confondue avec le sociologue Camille Tarot.
Pour les articles homonymes, voir Tharaud.
Camille Tharaud, né à Limoges le 20 avril 1878 et mort le 8 septembre 1956, est un céramiste français. Il est connu pour ses œuvres en porcelaine aux décors aux tons francs et profonds, doux au toucher, formés d'email coloré fondu, réalisés à partir de cailloux granitiques du Limousin.

## Biographie
Camille Tharaud étudie au lycée Gay-Lussac de Limoges et à l'école supérieure de Bellac. Sa matière préférée est la chimie. Pendant ses études il rencontre Francis Chigot qui influence son choix pour la porcelaine. Mobilisé lors de la Première Guerre mondiale, à 36 ans, il est grièvement blessé à la tête. Évacué à Paris, il obtient un congé de convalescence qu'il passe à Limoges. C'est à ce moment-là qu'il a l'occasion de travailler la porcelaine. Ses premières expériences ont lieu dans l'ancienne manufacture Louis Tharaud, un homonyme avec lequel il n'a pas de parenté. Après plusieurs mois de location, il acquiert, le 29 janvier 1920, cette fabrique fondée en 1854 mais abandonnée depuis 35 ans, sise rue du Calvaire et boulevard des Petits-Carmes à Limoges. Dès lors, il entame les réfections et il change le four démodé, à flamme directe pour un four à flamme renversée. Ses premières recherches dirigées vers les pâtes colorées, commencées dès 1915 au cours de sa convalescense, allaient le conduire à aboutir à la décoration par les émaux colorés. Au lieu de colorer une fine couche de pâte ou de peindre sur un émail déjà durci, Camille Tharaud a réussi à colorer l'émail dans son épaisseur. De 1920 à 1923, il traverse une période de durs essais et l'entreprise résiste difficilement. La palette de couleurs est encore réduite, les premières pièces sont de petite taille, les décors composés timidement... Ses expériences faillirent l'entraîner à un désastre, au début de l'année 1924 il frôle la faillite. Avec l'aide des banques il poursuit son activité et, finalement, il réussit.

## Principales Expositions
- 1925 - Exposition internationale des arts décoratifs et industriels modernes
- 1927 - Salon des artistes décorateurs
- 1928 - Paris : Salon des artistes décorateurs et Salon d'automne
- 1929 - Paris : Salon des artistes décorateurs et Salon d'automne
- 1930 - Paris : Salon des artistes décorateurs; Salon d'automne, Exposition L'aéronautique et l'art (Pavillon de Marsan)
- 1931 - musée de Sèvres, Exposition Œuvres des céramistes modernes 1890-1930, 16 pièces exposées; Salon des artistes décorateurs; Exposition coloniale internationale
- 1932 - Paris : Salon des artistes décorateurs; exposition d'art, Maison de France
- 1933 - Paris : Salon des artistes décorateurs
- 1937 - Exposition universelle de 1937
- 1939 - New York : Exposition du groupement des porcelainiers de Limoges

## Œuvres dans les collections publiques
- Château Borély
- Vase Sylvia, Musée National Adrien Dubouché [1]
- Vase Glaïeul, Musée National Adrien Dubouché[1]
- Vase 1928, Musée National Adrien Dubouché
- Vase, Musée National Adrien Dubouché